# Kebonmanis
Kebonmanis is een bestuurslaag in het regentschap Cilacap van de provincie Midden-Java, Indonesië. Kebonmanis telt 9307 inwoners (volkstelling 2010).